# Hutatoruan III
Hutatoruan III is een bestuurslaag in het regentschap Tapanuli Utara van de provincie Noord-Sumatra, Indonesië. Hutatoruan III telt 305 inwoners (volkstelling 2010).